# Mokilesische Sprache
Die Mokilesische Sprache ist eine mikronesische Sprache, die in Mikronesien gesprochen wird.
Sie stammt vom Mokilatoll.
Sie wird von 1500 Menschen gesprochen, nur 500 von diesen leben auf dem Mokilatoll.

## Geschichte
Mokilesisch stammt vom Mokilatoll, die meisten Sprecher verließen dieses jedoch Richtung Westen auf die Pohnpei Inseln und Teile der USA.
Beide Inseln sind Teil der Karolinen nördlich von Papua-Neuguinea. Die Inseln wechselten mehrmals die Besitzer. Spanier, Deutsche, Japaner und US-Amerikaner waren Herren der Inseln, bevor sie Teil von Mikronesien wurde.

## Bevölkerung
Mokilese wird von 1500 Sprechern gesprochen. Die Mehrheit, 1050 leben in Mikronesien. Der Rest ist über die USA verstreut (Lewis, Simons, & Fennig, 2013).

## Einteilung
Mokilese ist Teil der Austronesischen Sprachfamilie. Mokilesisch hat ungefähr 79 % Gemeinsamkeit mit Pingelapessich und 75 % mit der Sprache Pohnapeian (Lewis, Simons, & Fennig, 2013).

## Lehnwörter
Wörter, die vor dem Zweiten Weltkrieg aus dem Spanischen übernommen wurden:
- ‘‘pwohla’’ – bola – Ball
- ‘‘mihsa’’ – misa – Messe (Religiös)

Wörter, die vor dem Zweiten Weltkrieg aus dem Deutschen übernommen wurden:
- ‘‘dois’’ – Deutschland
- ‘‘mahk’’ – Mark (Währung)

Wörter, die vor dem Zweiten Weltkrieg aus dem Englischen übernommen wurden:
- ‘‘sehpil’’ – table – Tisch
- ‘‘jip’’ – ship – Schiff
- ‘‘kepden’’ – captain – Kapitän, Hauptmann
- ‘‘ama’’ – hammer – Hammer
- ‘‘pilahwa’’ – flour, bread – Mehl, Brot
- ‘‘roam’’ – rum – Rum
- ‘‘ju’’ – shoe – Schuh
- ‘‘ehl’’ – Hell – Hölle
- ‘‘krihn’’ – green – Grün
- ‘‘inj’’ – inch – Inch
- ‘‘dainj’’ – dance – Tanz

Worte, die nach dem Zweiten Weltkrieg aus dem Englischen übernommen wurden:
- ‘‘delpwohn’’ – telephone – Telefon
- ‘‘kias’’ – gasoline – Benzin
- ‘‘klohraks’’ – bleach – Bleiche
- ‘‘kirajiweid’’ – graduate – Absolvent
- ‘‘koangkiris’’ – congress – Kongress

## Materialien
Es gibt kaum Dokumentationen über diese Sprache. Ein Lexikon existiert (Harrison & Albert, 1977) und eine Grammatik (Harrison & Albert, 1976). Die Quellen dieser Bücher wurden in den 1960er Jahren gesammelt und die Sprache unterliegt stetigem Wandel. Fernsehsender oder Radiosendungen in dieser Sprache existieren nicht.

## Bedrohung
Mokilesisch ist eine bedrohte Sprache. Mit jeder Generation nimmt die Zahl der Sprechenden ab. Die jüngere Generation zieht es vor, Pohnpeianisch und Englisch zu lernen. Es gibt nicht eine einzige Schule, die diese Sprache lehrt (Lewis, Simons, & Fennig, 2013).